# 田中博美
田中 博美（たなか ひろみ、1949年 - 2013年）は、日本の仏教学者、東京大学史料編纂所准教授。曹洞宗僧侶、茶人、チェンバロ奏者。専門は中世禅文化、夢窓疎石。

## 略歴

### 学歴
1949年、都内の書家の家庭に生まれる。幼少時から茶道を習う。東京大学大学院人文科学研究科修士課程修了。

### 職歴
東京大学史料編纂所に助手として勤務。助教授（のち准教授）に昇進。その傍ら曹洞宗泉龍寺（狛江市）にて得度、茶道を教えるほか、オルガン奏者、チェンバロ奏者として都内のホールで演奏活動を行っていた。

## 著作リスト
- 『中国禅僧列伝 - 禅語をうんだ名問答』（淡交社、2003年）

### 監修
- 『茶道望月集 - 校註』（茶道望月集を読む会編、茶の湯文化研究所、2004年）

### 校訂
- 『合本 支桑禅刹 -支桑禅刹・倭漢禅刹・扶桑五山記-』（小林承鐵編、山家浩樹と校訂、春秋社、2014年）

### 論文
- CiNii>田中博美
- INBUDS>田中博美

連載
- 『草創期の茶人たち』1-12（『淡交』39-1～12号、淡交社、1985）
- 『墨蹟の祖師たち』1-30（『茶道の研究』三徳庵、1997 - 1999）

→ 『中国禅僧列伝 - 禅語をうんだ名問答』（淡交社、2003年）

## 科研費
- KAKEN>田中博美